# GIV-6546
La GIV-6546, denominada Avinguda del Mar, és una carretera antigament anomenada provincial que comunica la vila de Palafrugell amb els pobles de Calella de Palafrugell i Llafranc, actualment gestionada per la Generalitat de Catalunya. Les lletres GI corresponen a la demarcació territorial de Girona i la V al seu antic caràcter de veïnal. És classificat com a autovia.
Té l'origen a l'extrem sud-est de la vila de Palafrugell, a la Plaça de Josep Pallach, des d'on surt cap al sud-est, per l'Avinguda del Mar, paral·lela pel costat de llevant de la carretera GIP-6543, estreta i amb poc trànsit. De fet, la GIV-6546 és un desdoblament de l'anterior. Té un traçat recte i ample, de primer cap al sud-est i després cap al sud-sud-est, i arriba a la Plaça del Doctor Trueta, entremig de Calella de Palafrugell, que queda a ponent, i de Llafranc, a llevant.
El 2010 tenia una mitjana de 8847 vehicles diaria, el que en fa la via amb més afluència de totes les vies que gestiona la Diputáció de Girona. El 2021 van començar les obres per a construir un nou carril bici, segregat de l'autovia. El projecte hauria de contribuir a minvar el nombre de petits trajectes en auto per a anar a la platja. S'ha posat en servei el gener de 2022. Alguns arbres es van sacrificar, per es van reemplaçar per a espècies autòctones.